# Sulam
Sulam (hebrejsky סוּלַם‎, arabsky سلم‎, anglicky Sulam) je arabská vesnice v Izraeli, v Severním distriktu, v oblastní radě Bustán al-mardž.

## Geografie
Leží v nadmořské výšce 125 metrů, na jižním úpatí masivu Giv'at ha-More, v rovinaté krajině na pomezí Jizre'elského údolí a Charodského údolí. Z Giv'at ha-More sem stékají četná vádí. Vesnici ze západu míjí vádí Nachal Merchavja, z východu Nachal Šunem.
Vesnice se nachází cca 3 kilometry východně od centra Afuly, cca 80 kilometrů severovýchodně od centra Tel Avivu a cca 40 kilometrů jihovýchodně od Haify. Sulam obývají izraelští Arabové, přičemž osídlení v tomto regionu je převážně židovské. Oblast s vyšším etnickým podílem Arabů začíná až na severovýchodních svazích Giv'at ha-More.
Sulam je na dopravní síť napojen pomocí místní komunikace číslo 7155, která vede přes mošav Merchavja a kibuc Merchavja do Afuly.

## Dějiny
Sulam bývá identifikován jako místo biblického sídla Šúnem, které zmiňuje Kniha Jozue 19, 18. Nynější arabská obec byla založena ve 12. století jako jedna z mnoha vesnic, které v tomto regionu založili arabští Beduíni z klanu Zuabija, kteří dodnes tvoří převážnou část populace. Ti sem dorazili ve středověku z východu. Poté, co překročili řeku Jordán se část klanu usadila zde a postupně zde utvořila trvalou osadu. Ve středověku, za křižácké vlády, byla už vesnice nazývána Sulam. Křižáci vesnici situovali na významnou cestu vedoucí na vrchol hory Tavor.
Evropský cestovatel popisuje Sulam roku 1863 jako chudou osadu s jediným kamenným domem. Ve 30. letech 20. století, v době čtvrté alije, se v okolí vesnice pokoušeli o trvalé usídlení i Židé. Ti tu vykoupili pozemky a roku 1925 se tu usadilo několik židovských rodin. Pokus ale nevyšel a obyvatelé se přemístili do nedaleké Afuly. Po skončení britského mandátu během války za nezávislost v roce 1948 byla tato oblast ovládnuta izraelskou armádou, ale obyvatelé této vesnice nebyli vysídleni. Sulam si tak zachoval svůj arabský ráz i ve státě Izrael.Původní území pod jurisdikcí vesnice se ale po vzniku státu redukovalo z cca 3600 dunamů (3,6 kilometrů čtverečních) na 1900 dunamů (1,9 kilometrů čtverečních).
V roce 1895 zde vznikla základní škola. Stávající školní budova byla postavena roku 1936. V obci fungují zařízení předškolní péče o děti a základní škola. Ekonomika je zčásti založena na turistickém ruchu, vesnice je jedním z východisek turistických tras na vrchol Giv'at ha-More, kde je přírodní rezervace.

## Demografie
Podle údajů z roku 2014 tvořili populaci v Sulam výlučně Arabové. Jde o menší sídlo vesnického typu s dlouhodobě rostoucí populací. K 31. prosinci 2014 zde žilo 2397 lidí. Během roku 2014 populace stoupla o 1,4 %.
| Rok            | 1922 | 1931 | 1945 | 1948 | 1949 | 1961 | 1972 | 1983 | 1995 |
| -------------- | ---- | ---- | ---- | ---- | ---- | ---- | ---- | ---- | ---- |
| Počet obyvatel | 370  | 328  | 470  | 285  | 382  | 567  | 806  | 1259 | 1851 |

| Rok            | 2001 | 2002 | 2003 | 2004 | 2005 | 2006 | 2007 | 2008 | 2009 | 2010 | 2011 | 2012 | 2013 | 2014 |
| -------------- | ---- | ---- | ---- | ---- | ---- | ---- | ---- | ---- | ---- | ---- | ---- | ---- | ---- | ---- |
| Počet obyvatel | 2170 | 2240 | 2279 | 2349 | 2373 | 2434 | 2464 | 2503 | 2174 | 2224 | 2297 | 2335 | 2363 | 2397 |